# Šentjanž v Rožu
Šentjanž v Rožu (nemško St. Johann im Rosental) je naselje v občini Bistrica v Rožu v Spodnjem Rožu v Okraju Celovec-dežela na Koroškem v Avstriji.